# Romain Bardet
Romain Bardet, född 9 november 1990 i Brioude, är en fransk professionell landsvägscyklist.

## Karriär
Bardet har cyklat professionellt sedan 2012. Bland hans meriter kan nämnas fyra etappvinster i Tour de France och seger i bergatävlingen i samma etapplopp år 2019. Han har även en etappvinst i Vuelta a España.